# Club Atlético Almirante Brown (Arrecifes)
O Club Atlético Almirante Brown, também conhecido como Almirante Brown de Arrecifes ou simplesmente como Brown de Arrecifes, é um clube esportivo argentino localizado em Arrecifes, cidade e capital do partido de mesmo nome, na província de Buenos Aires. O clube foi fundado em 14 de outubro de 1917 e ostenta as coresverde e preto.
Sua principal atividade esportiva é o futebol. O clube disputa atualmente a liga regional: Liga de Fútbol de Arrecifes.[carece de fontes?]
O clube não possui estádio próprio, e por isso, manda seus jogos no Estádio Municipal da Cidade de Arrecifes, e cuja inauguração ocorreu em data desconhecida. A praça esportiva, também localizada em Arrecifes, conta com capacidade para aproximadamente 5 000 espectadores.

## História

### Fundação
O clube foi fundado por dois moradores da cidade de Arrecifes: o irlandês Joseph Ryan e o alemão Claudio Stegmann, em 14 de outubro de 1917.

### Origem do nome
Nome foi escolhido por Joseph Ryan, um dos fundadores do clube, em homenagem a Guillermo Brown, primeiro almirante da Armada Argentina, que assim como ele, nasceu na Irlanda, mas adotou a Argentina como morada definitiva.
O almirante Guillermo Brown (1777–1857) foi um marinheiro irlandês, almirante da Armada Argentina durante a Guerra da Independência da Argentina e na Guerra da Cisplatina contra o Império do Brasil. Sua figura sintetiza toda a história naval da República Argentina.

### Cores
As cores do clube estão relacionadas com as origens dos seus fundadores: Ryan escolheu o verde da bandeira irlandesa e Stegmann o preto da bandeira alemã.

## Estádio
Não possui estádio próprio. Utiliza o Estádio Municipal de la Ciudad de Arrecifes.
| Nome oficial   | Pablo Zabaleta                                                |
| Origem do nome | Homenagem a Pablo Zabaleta, ex-futebolista nascido na cidade. |
| Localidade     | Arrecifes                                                     |
| Partido        | Arrecifes                                                     |
| Província      | Buenos Aires                                                  |
| Inauguração    | ????                                                          |
| Capacidade     | 5 000                                                         |

## Cronologia no Futebol Argentino
Disputou seis temporadas na Primeira Divisão B Nacional, segunda divisão profissional do futebol argentino, de 1997–98 até 2002–03. Duas temporadas na Torneio Argentino A, terceira divisão do interior, em 1996–97 e 2003–04. E uma temporada na Torneio Argentino B, quarta divisão do interior, em 2004–05.
| Tipo de Afiliação      | Indireta                                      |
| Liga de Origem         | Liga de Fútbol de Arrecifes                   |
| Torneios Não Regulares |                                               |
| Temporada              | 1993–94                                       |
| Torneio                | Torneio del Interior – III Divisão (Interior) |
| Organizador            | Conselho Federal do Futebol Argentino         |
| Torneios Regulares     |                                               |
| Temporada              | 1996–97                                       |
| Campeonato             | Torneo Argentino A – III Divisão (Interior)   |
| Nome da Associação     | Conselho Federal do Futebol Argentino         |

| Divisão                     | Campeonato          | Período           | Associação |
| --------------------------- | ------------------- | ----------------- | ---------- |
| Segunda Divisão             | Primera B Nacional  | 1997–98 a 2002–03 | AFA        |
| Terceira Divisão (Interior) | Torneo del Interior | 1993–94, 1994–95  | CFFA       |
| Terceira Divisão (Interior) | Torneo Argentino A  | 1996–97, 2003–04  | CFFA       |
| Quarta Divisão (Interior)   | Torneo Argentino B  | 1995–96, 2004–05  | CFFA       |
| Quinta Divisão (Interior)   | Torneo Argentino C  | 2009              | CFFA       |

## Títulos
| NACIONAIS | NACIONAIS                         | NACIONAIS | NACIONAIS |
|           | Competição                        | Títulos   | Temporadas |
| --------- | --------------------------------- | --------- | --- |
|           | Campeonato Argentino - 3° Divisão | 1         | Torneo Argentino A 1996-97 |
|           | Campeonato Argentino - 4° Divisão | 1         | Torneo Argentino B 1995-96 |
| REGIONAIS |                                   |           | |
|           | Competição                        | Títulos   | Temporadas |
|           | Liga de Fútbol de Arrecifes       | 20        | 1942, 1944, 1951, 1953, 1972, 1973, 1977, 1978, 1982, 1984, 1992, 1993, 1994, 1995, 1996, 1997, 1998, 2007, Apertura 2014, Clausura 2014 |

1. 1 2 3 4 5 6 7 8 9 10 11  Romero, Gerardo (2014). Los Clubes del Fútbol Argentino. Tomo I. (em espanhol). Buenos Aires: Editorial Dunken. pp. 37–39. ISBN 9789870271031
2. 1 2  Adrian_Redi (12 de dezembro de 2014). «Estadio Municipal de Arrecifes». Estadios de Argentina (em espanhol). Consultado em 2 de dezembro de 2022
3. 1 2  Futbolero, Interior. «Estadio Municipal Arrecifes – Pablo Zabaleta» (em espanhol). Consultado em 2 de dezembro de 2022